# Dominio di broadcast
Un dominio di broadcast è un insieme di computer in una rete, dotati di interfaccia di rete, che possono scambiare dati a livello datalink, senza che questi debbano risalire fino al livello di rete in altri nodi dello stesso insieme, tali che se una di loro inviasse un messaggio in broadcast a livello datalink, sarebbe "ascoltata" da tutte le altre.
Il dominio di broadcast provoca solo un aumento del traffico sugli host, perché il messaggio è un messaggio Broadcast, quindi viene mandato anche ai computer che non sono interessati. Allora, per ovviare a questo problema sono nate 2 nuove tecnologie:
- rete Vlan: all'interno della rete vengono create altre sottoreti (a livello virtuale). La modifica, quindi, non viene apportata al livello fisico, cioè non si dividono concettualmente e concretamente le reti ma vengono suddivise virtualmente. La rete Vlan è un'ottima alternativa perché fa arrivare il messaggio solo ai computer di una certa rete; esempio: se un computer vuole trasmettere un messaggio broadcast, questo messaggio verrà mandato allo stesso tempo a tutti i partecipanti della rete di quel computer, in modo tale da evitare la consegna del messaggio anche ai computer non interessati.

- Layer 3 switching: se un computer di una vlan vuole comunicare con un altro host di una Vlan, è necessario l'utilizzo di un router per mettere in connessione le due Vlan. Se si ha a portata di mano uno switch che ha la funzione di routing, il router a quel punto non sarebbe più necessario perché quello switch sa già a chi far recapitare il messaggio.

## Descrizione
Il nome deriva dal fatto che in una rete IEEE 802.3, anche se segmentata con switch o bridge, i pacchetti con indirizzo destinazione di tipo broadcast vengono comunque inviati a tutti i calcolatori, quindi il dominio di broadcast può essere visto come l'insieme massimo di calcolatori che possono inviarsi reciprocamente pacchetti di tipo broadcast.
Tipicamente, due diversi domini di broadcast sono separati da un router, che deve esaminare le intestazioni IP dei pacchetti, per poterli inoltrare verso la loro destinazione: si dice appunto, che il router "spezza" i domini di broadcast. Dispositivi come switch e bridge si limitano, invece, ad esaminare le intestazioni di livello datalink e quindi, i nodi ad essi collegati, condividono lo stesso dominio di broadcast. Altri dispositivi come il repeater (ripetitore) o l'hub si limitano a replicare il segnale su tutte le proprie porte.

### Dominio di broadcast e dominio di collisione
Il concetto di dominio di broadcast è legato in qualche modo a quello di dominio di collisione: un dominio di collisione è anche un dominio di broadcast, ma non viceversa, ovvero un dominio di broadcast non è detto che sia anche un dominio di collisione dipendendo strettamente dalla topologia fisica della rete. In una LAN con topologia a bus condiviso o a stella con Hub, i due domini coincidono sempre; in una LAN con topologia a stella con Switch il dominio di broadcast è l'insieme di tutti i dispositivi connessi alla LAN, mentre esiste un dominio di collisione separato su ciascuna porta dello switch.

### Domini di broadcast nelle reti IP
Quando, come spesso accade, sopra una rete il cui livello datalink è IEEE 802.3 viene utilizzato il protocollo di rete IP, la trasmissione broadcast è utilizzata dal protocollo ARP per risalire da un indirizzo IP al MAC address del calcolatore su cui esso è configurato. Quindi, in questo caso il dominio di broadcast è l'insieme massimo di calcolatori che possono reciprocamente scoprire il loro MAC address.